# Танцюра Іван Лазарович
Танцюра Іван Лазарович (* 22 червня 1920, Добра — † 8 листопада 1985, Тимашевськ) — радянський офіцер, Герой Радянського Союзу (1945), у роки німецько-радянської війни командир стрілецького батальйону 948-го стрілецького полку (257-та стрілецька дивізія, 51-ша армія, 4-й Український фронт).

## Біографія
Народився 22 червня 1920 року в селі Добра (нині Маньківського району Черкаської області в родині селянина. Українець. У 1934 році закінчив семирічну школу, працював машиністом врубової машини на шахті в місті Красний Луч (Луганська область).
У Червоній армії з 1939 року. Служив в Середній Азії. Брав участь в боях з басмачами. У 1941 році закінчив курси молодших лейтенантів. На фронті у німецько-радянську війну з січня 1942 року. Воював у складі Південного, Північно-Кавказького, 4-го Українського фронтів. У боях на Кубані був важко поранений. Повернувся з госпіталю в період початку боїв за Крим. В умовах багатоозерної місцевості на чолі групи провів розвідку озера Сиваш.
7 квітня 1944 року під час завершення розгрому Сиваського і Перекопського угруповань противника загинув командир батальйону. Капітан Танцюра взяв на себе командування батальйону. Підрозділ успішно подолав глибоко ешелоновану оборону супротивника і виконав бойову задачу.
Командир стрілецького батальйону 948-го стрілецького полку (257-а стрілецька дивізія, 51-ша армія, 4-й Український фронт) капітан Танцюра особливо відзначився 7—9 травня 1944 року під час штурму оборони супротивника на Сапун-горі (південний схід від Севастополя).
Танцюра зі своїм батальйоном перебував у резерві командувача 51-ї армії і готував для взяття Сапун-гори штурмові групи. В умовлений час батальйон почав штурм. Він успішно прорвав оборону супротивника і пройшов кілька ліній оборони. За ніч 8 травня 1944 року на висоту 1727, яку зайняв батальйон Танцюри, нацисти чотирнадцять раз кидались в контратаки і кожен раз змушені були відступати. Очолюючи одну зі штурмових груп, командир батальйону діяв з нею на найнебезпечніших ділянках. Поранений ще на початку бою, він не залишив батальйон. Бійці Танцюри підірвали шість дзотів. Першим з чотирма бійцями досяг вершини гори, а також серед перших увірвався до Севастополя з боку Південної бухти. З боями дійшов до останньої лінії опору ворога на мисі Херсонес.
Указом Президії Верховної Ради СРСР від 24 березня 1945 року за мужність, відвагу і героїзм, проявлені в боротьбі з німецько-фашистськими загарбниками капітану Танцюрі Івану Лазаревічу присвоєно звання Героя Радянського Союзу із врученням ордена Леніна та медалі «Золота Зірка» за № 6375.
Учасник Параду Перемоги на Червоній площі 24 червня 1945 року.
З 1946 року майор Танцюра — в запасі. У 1951 році закінчив Краснодарську краєву партійну школу. Працював заступником директора радгоспу «Красносельський». Жив у селищі Радянське Тимашевського району Краснодарського краю.
Помер 8 листопада 1985 року і похований із військовими почестями на кладовищі села Радянське. Погруддя Героя встановлено в місті Тимашевськ.

## Нагороди
Нагороджений орденами: Леніна, Червоного Прапора, Олександра Невського, Вітчизняної війни 1-го ступеня, медалями.